# Näsum
För andra betydelser, se Näsum (olika betydelser).
Näsum är en tätort i Bromölla kommun och kyrkby i Näsums socken i Skåne.
Samhället är en av flera tätorter runt Ivösjön. I samhället ligger bland annat Näsums kyrka. Utanför Näsum finns Humletorkan, en kulturbyggnad som byggdes för att torka humle till öltillverkning. Humletorkan finns längs Humleslingan, som är en av Trafikverkets uppskyltade turistvägar. Strax utanför samhället ligger fornlämningen Gudahagen, där byns årliga vikingamarknad äger rum. Byn har en aktiv byutvecklingsförening som bland annat ordnar den årliga julmarknaden (H)julrundan utomhus. 
Näsum var en järnvägsstation på Sölvesborg-Olofström-Älmhults Järnväg.

## Befolkningsutveckling
| Befolkningsutvecklingen i Näsum 1960–2020 | Befolkningsutvecklingen i Näsum 1960–2020 | Befolkningsutvecklingen i Näsum 1960–2020 | Befolkningsutvecklingen i Näsum 1960–2020 | Befolkningsutvecklingen i Näsum 1960–2020 |
| ----------------------------------------- | ----------------------------------------- | ----------------------------------------- | ----------------------------------------- | ----------------------------------------- |
|                                           |                                           |                                           |                                           |                                           |
| År                                        |                                           |                                           | Folkmängd                                 | Areal (ha)                                |
| 1960                                      | 1960                                      |                                           | 547                                       |                                           |
| 1965                                      | 1965                                      |                                           | 687                                       |                                           |
| 1970                                      | 1970                                      |                                           | 852                                       |                                           |
| 1975                                      | 1975                                      |                                           | 1 049                                     |                                           |
| 1980                                      | 1980                                      |                                           | 1 159                                     |                                           |
| 1990                                      | 1990                                      |                                           | 1 191                                     | 116                                       |
| 1995                                      | 1995                                      |                                           | 1 249                                     | 119                                       |
| 2000                                      | 2000                                      |                                           | 1 139                                     | 119                                       |
| 2005                                      | 2005                                      |                                           | 1 119                                     | 120                                       |
| 2010                                      | 2010                                      |                                           | 1 117                                     | 120                                       |
| 2015                                      | 2015                                      |                                           | 1 307                                     | 244                                       |
| 2020                                      | 2020                                      |                                           | 1 314                                     | 249                                       |
| Anm.: 2015 sammanvuxen med Västanå        |                                           |                                           |                                           |                                           |

## Bildgalleri

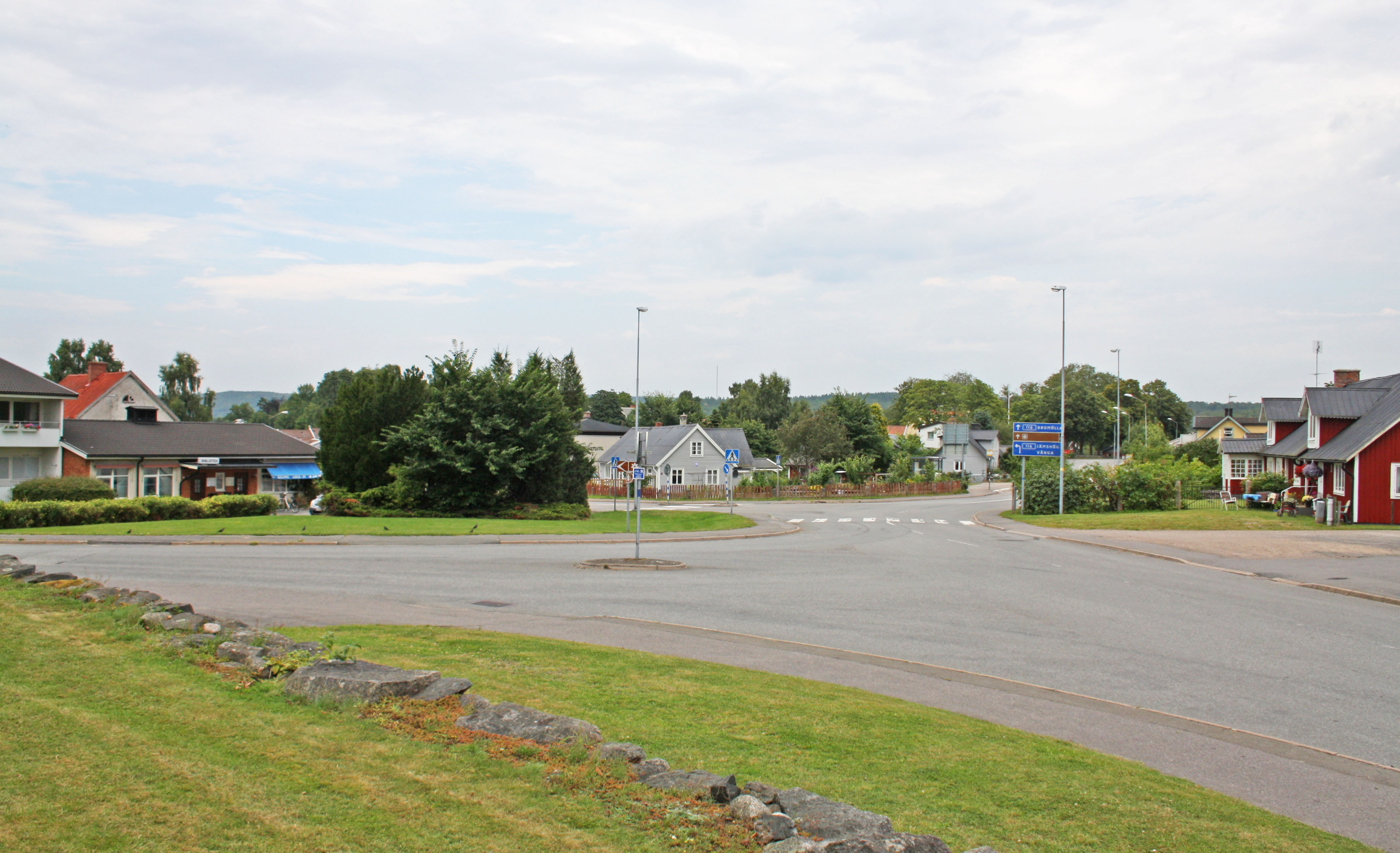
Vy över Näsum från kyrkbacken..